# Beekdaelen
Beekdaelen  è una municipalità dei Paesi Bassi situata nella provincia del Limburgo.